# Nicandre de Claros
Nicandre de Claros (en llatí Nicander, en grec Νίκανδρος Níkandros), fill de Damneu, va ser un poeta grec autor de dos poemes que es conserven i d'altres que s'han perdut. També fou metge i gramàtic a més de poeta. Era sacerdot hereditari del culte a Apol·lo en el temple de la seva localitat natal, càrrec en el qual va succeir al seu pare. Era natural de Claros prop de Colofó a la Jònia, i de vegades és anomenat Nicandre de Colofó. Va escriure un llibre sobre Etòlia i podria haver estat contemporani d'Àrat de Sició i de Cal·límac però més probablement va viure un segle després. Va dedicar un poema al rei Àtal de Pèrgam que probablement era Àtal III de Pèrgam (139 aC-133 aC) i, per tant, hauria viscut vers 185 aC a 135 aC.
El seu poema més llarg és Θηριακά (Theriaca, en llatí) format per un miler de línies hexàmetres. En ell, descriu la naturalesa dels animals verinosos del seu entorn, incloent serps, aranyes i escorpins, i les característiques dels danys que podien provocar. L'altre poema Ἀλεξιφάρμακα (Alexipharmaca) està format per sis-centes línies hexàmetres. Es considera una obra quasi bessona de la Theriaca, en la qual Nicandre amplia els coneixements de l'època sobre antídots, pocions i símptomes relacionats amb els enverinaments. Oblidades durant molts segles, aquestes obres foren traduïdes al llatí, difoses i comentades al Renaixement.
Les seves obres perdudes són:
- 1. Αἰτωλικά, una història d'Etòlia
- 2. Γεωργικά, sobre l'agricultura
- 3. Γλῶσσαι, sobre paraules difícils
- 4. Ἑτεροιούμενα, metamorfosis
- 5. Εὐρωπεία, o Περι Εὐρώπης, sobre Europa
- 6. Ἡμίαμβοι (Hemiamboi)
- 7. Θηβαϊκά, sobre Tebes
- 8. Ἰάσεων Ζυναψωψή, mencionat per Suides
- 9. Κολοφωνιακα, Història de Colofó
- 10. Μελισσουργικά, Apicultura
- 11. Νύμφιοι, Nuvis
- 12. Οἰταϊκά (Oitaiká)
- 13. Ὀφιακόν, sobre les serps
- 15. Περι Ποιητῶν, sobre la poètica
- 16. Προγνωστικά, previsions, pronòstics
- 17. Ζικελιά (Zikeliá)
- 18. Ὑάκινθος (Hyacinthus, Jacint)
- 19. Ὕπνος, somnis
- 20. Θεοὶ Χρηστηριων πάντων, els oracles de tots els déus